# Tim Powers
Timothy Thomas "Tim" Powers, född 29 februari 1952 i Buffalo, New York, är en amerikansk science fiction- och fantasyförfattare. Powers har vunnit The World Fantasy Award två gånger för sina kritikerrosade romaner Last Call och Declare.

## Utmärkelser
- Philip K. Dick Award, för Anubisportarna,  1983[6][8]
- Science Fiction Chronicle Award,  1984[6]
- Philip K. Dick Award, för Dinner at Deviant's Palace,  1985
- Prix Apollo, för Anubisportarna,  1987
- Ignotuspris för bästa roman,  1992
- Locuspriset för fantasyroman, för Last Call,  1993[6][9]
- World Fantasy Award för bästa roman, för Last Call,  1993
- Locuspriset för bästa skräckroman, för Expiration Date,  1996[6]
- Locuspriset för fantasyroman, för Earthquake Weather,  1998[6][10]
- World Fantasy Award för bästa roman, för Declare,  2001
- Geffenpriset,  2001
- International Horror Guild Award, för Declare
- Mythopoeic Award

[Redigera Wikidata]

### Fotnoter
1. ↑  Internet Speculative Fiction Database, ISFDB författar-ID: 175, läst: 2 maj 2019.[källa från Wikidata]
2. ↑  NooSFere, NooSFere författar-ID: 131, läs online, läst: 2 maj 2019.[källa från Wikidata]
3. ↑  Library of Congress Authorities, USA:s kongressbibliotek, id-nummer i USA:s kongressbiblioteks katalog: n86012900, läst: 2 maj 2019.[källa från Wikidata]
4. ↑  Svensk Filmdatabas, Svenska Filminstitutet, Svensk filmdatabas person-ID: 422283, läst: 2 maj 2019.[källa från Wikidata]
5. ↑  Catalogo Vegetti della letteratura fantastica, NILF-ID: 14289, läst: 2 maj 2019.[källa från Wikidata]
6. 1 2 3 4 5 6  NooSFere författar-ID: 131, läs online, läst: 2 maj 2019.[källa från Wikidata]
7. ↑  Tim Powers Rewrites the Cold War, PowellsBooks.Blog, 2006-10-10
8. ↑  Fantastic Fiction, Fantastic Fiction författar-ID: p/tim-powers, läs online, läst: 2 maj 2019.[källa från Wikidata]
9. ↑  läs online, www.sfadb.com .[källa från Wikidata]
10. ↑  läs online, www.sfadb.com .[källa från Wikidata]